# Ángelos Tsoukalás
Ángelos Tsoukalás (en grec Άγγελος Τσουκαλάς, né à Athènes en 1906 et mort dans cette même ville le 10 juillet 1996) est un juriste et un homme politique grec. Il a notamment exercé les charges de député (1956-1961), de maire d'Athènes (1959-1964) et de ministre de la Justice (1970-1973).
Il est le père du député Konstantínos Tsoukalás.